# Gustaf Järnefelt
Gustaf Juhana Järnefelt, född 6 maj 1901 i Helsingfors, död där 9 augusti 1989, var en finländsk astronom och professor. Han arbetade vid Helsingfors universitet åren 1945-1969.
Gustaf Järnefelt forskade om relativitetsteorin och teoretisk kosmologi innan han blev professor.
Järnefelts föräldrar var Armas Tauno Johannes Järnefelt (1867–1938) och Ebba Margaretha Schauman (1875–1949). Han gifte sig med Irma Margareta Rosenkampf, född 1928. De fick fyra barn, däribland Johan Järnefelt.

## Utmärkelser
Asteroiden 1558 Järnefelt har fått sitt namn efter honom.